# 주성치의 심사관
"주성치의 심사관"(審死官, Justice, My Foot, 심사관)은 홍콩에서 제작된 두기봉 감독의 1992년 코미디, 액션 영화이다. 주성치 등이 주연으로 출연하였다.

## 출연

### 주연
- 주성치
- 매염방

### 조연
- 오맹달
- 오가려
- 양가인
- 고웅
- 범경단
- 주미미
- 진패